# Pseudalsophis
Pseudalsophis ist eine Gattung von Schlangen in der Unterfamilie der Dipsadinae innerhalb der Familie der Nattern (Colubridae).

## Beschreibung
Sie ist eine Würgeschlange, nicht giftig und gilt als nicht aggressiv gegenüber Menschen. Es wurden insgesamt zehn Arten beschrieben. Einige befinden sich auf dem Festland in Ecuador und Peru, andere befinden sich als Endemiten auf den Galapagosinseln. Ihre Verbreitung erstreckt sich über die meisten kleinen und großen Inseln des Archipels. Es können auch mehrere Arten auf einer Insel vorkommen. Sie ernähren sich von kleinen Reptilien, Eiern, Nagetieren und Küken. Einem breiteren Publikum wurde die Schlange im zweiten Teil der Dokumentation Planet Erde von David Attenborough bekannt. Dem Kamerateam gelang es, mehrere Schlangen bei der Jagd auf eine Meerechse zu filmen.

## Gefährdung
Bei der IUCN werden drei der Arten in die Gefährdungskategorie Near threatened (potenziell gefährdet) eingeordnet. Dazu zählen Pseudalsophis biserialis, Pseudalsophis hoodensis und Pseudalsophis steindachneri. Ihr Lebensraum ist auf wenige Inseln begrenzt und wird durch invasive Arten bedroht. Der Gefährdungsstatus der Art Pseudalsophis slevini ist sogar in der nächsthöheren Stufe Vulnerable (gefährdet) angesiedelt, weil sie nur auf der 18 km² großen Insel Galapagosinsel Pinzón anzutreffen ist.

## Arten
Im Dezember 2022 wurden in der Reptile Database zehn Arten gelistet:
- Pseudalsophis biserialis (Günther, 1860)
- Pseudalsophis darwini Zaher, Yánez-Muñoz, Rodrigues, Graboski, Machado, Altamirano-Benavides, Bonatto & Grazziotin, 2018
- Pseudalsophis dorsalis (Steindachner, 1876)
- Pseudalsophis elegans (Tschudi, 1845)
- Pseudalsophis hephaestus Zaher, Yánez-Muñoz, Rodrigues, Graboski, Machado, Altamirano-Benavides, Bonatto & Grazziotin, 2018
- Pseudalsophis hoodensis (Van Denburgh, 1912)
- Pseudalsophis occidentalis (Van Denburgh, 1912)
- Pseudalsophis slevini (Van Denburgh, 1912)
- Pseudalsophis steindachneri (Van Denburgh, 1912)
- Pseudalsophis thomasi Zaher, Yánez-Muñoz, Rodrigues, Graboski, Machado, Altamirano-Benavides, Bonatto & Grazziotin, 2018